# Георге Константин Рожа
Георге Константин Рожа (на румънски: Gheorghe Constantin Roja) е румънски просвещенски деец, лекар и филолог.

## Биография
Рожа е роден в 1786 година във влашко (арумънско) семейство в Битоля, тогава в Османската империя, днес в Северна Македония. Завършва медицина във Виена с докторат. В 1808 година публикува в Пеща „Изследване на румънците, наречени власи, които живеят отвъд Дунава“, преведена на румънски в Крайова (Cercetări despre românii numiţi valahi, care locuiesc dincolo de Dunăre). Показва латинския произход на „единния румънски народ“ и на север и на юг от Дунава. В 1809 година издава в Буда „Изкуството да се пише на румънски“ (Măestria ghiovăsirii românești). Умира в 1847 година.